# Municipio de Richland (condado de Wapello)
El municipio de Richland (en inglés: Richland Township) es un municipio ubicado en el condado de Wapello en el estado estadounidense de Iowa. En el año 2010 tenía una población de 726 habitantes y una densidad poblacional de 7,92 personas por km².

## Geografía
El municipio de Richland se encuentra ubicado en las coordenadas 41°7′7″N 92°28′11″O / 41.11861, -92.46972. Según la Oficina del Censo de los Estados Unidos, el municipio tiene una superficie total de 91.63 km², de la cual 91,48 km² corresponden a tierra firme y (0,16 %) 0,15 km² es agua.

## Demografía
Según el censo de 2010, había 726 personas residiendo en el municipio de Richland. La densidad de población era de 7,92 hab./km². De los 726 habitantes, el municipio de Richland estaba compuesto por el 98,35 % blancos, el 0,41 % eran afroamericanos, el 0,14 % eran amerindios, el 0,28 % eran asiáticos, el 0,28 % eran de otras razas y el 0,55 % eran de una mezcla de razas. Del total de la población el 1,52 % eran hispanos o latinos de cualquier raza.